# Harzweg 10 (Quedlinburg)

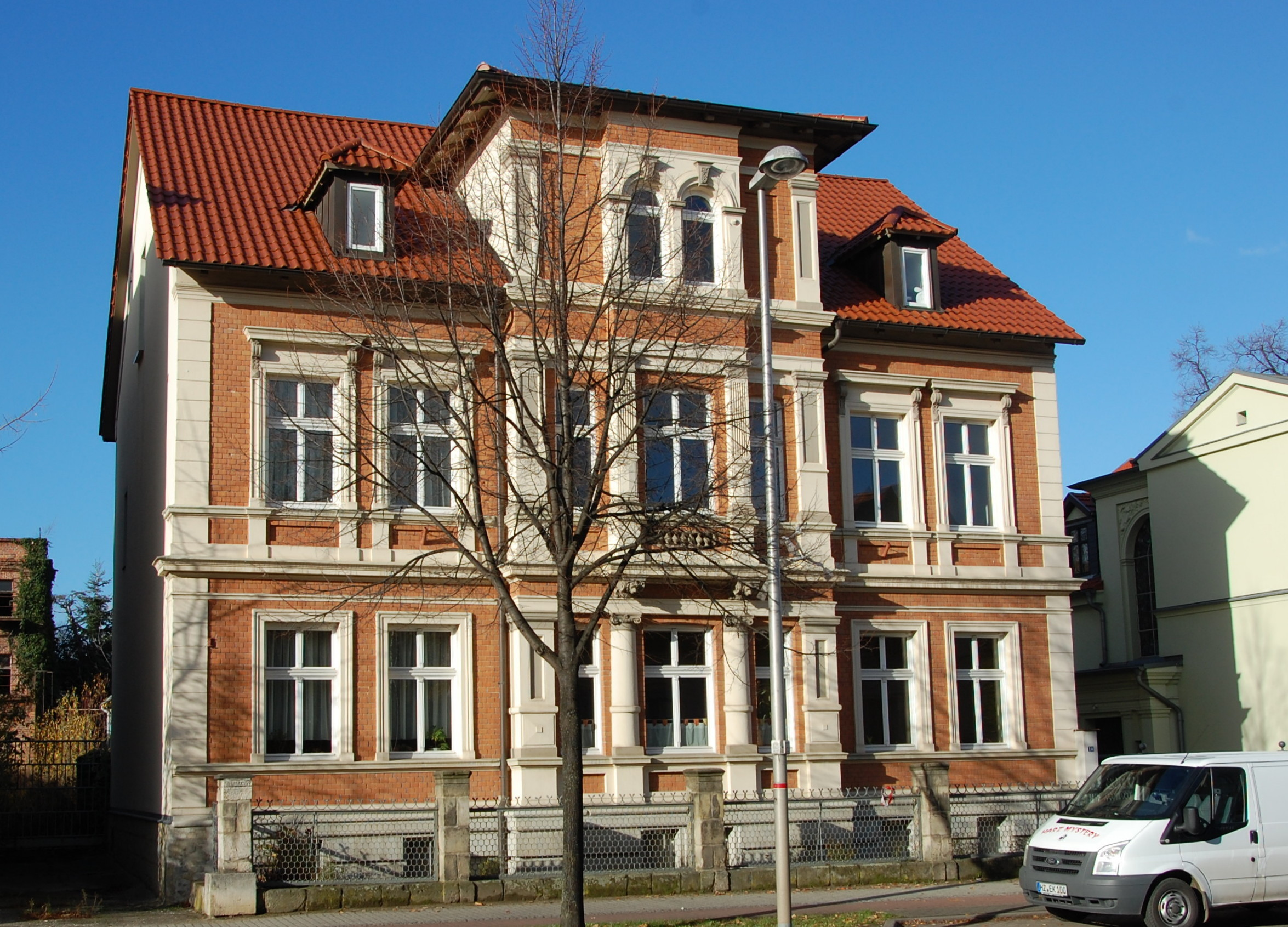
Harzweg 10

Das Haus Harzweg 10 ist ein denkmalgeschütztes Gebäude in Quedlinburg in Sachsen-Anhalt.

## Lage
Das im Quedlinburger Denkmalverzeichnis als Wohnhaus eingetragene Gebäude befindet sich südlich der Quedlinburger Altstadt auf der Nordseite des Harzwegs.

## Architektur und Geschichte
Das zweigeschossige Gebäude wurde im Jahr 1892 nach Plänen von Emil Timpe errichtet. Der massive Bau wurde im Stil des Historismus gestaltet. An der Backsteinfassade des an eine Villa erinnernden Hauses befinden sich Putzgliederungen im Stil der Neorenaissance.
Die Umfriedung des Vorgartens besteht aus auf einem Quadersockel ruhenden Drahtzaunfeldern. Die Felder sind mit einem schuppartigen Muster verziert.